# Cycle de l'hydrogène
Le cycle de l'hydrogène est le cycle biogéochimique de l'hydrogène.  L'élément hydrogène est un des composants de l'eau. Il participe aux cycles du carbone, de l'azote, du soufre et de l'oxygène.
La fermentation anaérobie des substances organiques en dioxyde de carbone et en méthane implique différentes réactions biochimiques, processus et espèces de micro-organismes.
L'un de ces nombreux processus est appelé "transfert d'hydrogène interespèces". Ce processus a été décrit comme une symbiose entre certaines archées méthanogènes et des bactéries anaérobies non méthanogènes. Dans cette symbiose, les bactéries anaérobies non méthanogènes décomposent les substances organiques et produisent, entre autres produits, de l'hydrogène moléculaire (H2). Cet hydrogène est pris par les bactéries méthanogènes qui le convertissent en méthane (processus de méthanisation).
Une particularité importante de ce transfert d'hydrogène interespèces est que la concentration de H2 dans l'environnement microbien est très bas. Maintenir une concentration d'hydrogène basse est essentiel car le processus de fermentation anaérobie devient de plus en plus défavorable d'un point de vue thermodynamique à mesure que la pression d'hydrogène augmente. C'est la différence majeure comparée aux autres cycles biogéochimiques car du fait de sa faible masse moléculaire, l'hydrogène peut s'échapper de l'atmosphère de la Terre. Il a été suggéré que c'est ce qui se serait passé à grande échelle dans le passé et qui ferait que la Terre est en très grande partie oxydée.